# Micromaeus hypocritidus
Micromaeus hypocritidus là một loài bọ cánh cứng trong họ Cerambycidae.